# Real Hermandad de Cristo Resucitado y Santa María de la Esperanza y del Consuelo
La Real Hermandad de Cristo Resucitado y Santa María de la Esperanza y del Consuelo fundada en 1976, es una de las 25 cofradías de la Semana Santa Zaragozana (España). 
Es una de las Hermandades más conocidas de Zaragoza, ya que es de las más numerosas y es la que realiza el Domingo de Resurrección uno de los actos más visitados, el Encuentro Glorioso, en la plaza del Pilar. 
Esta Hermandad es conocida también por sus Jotas, cantadas y bailadas en sus procesiones. 
La cofradía nace en esta ciudad en el año 1976 movida por el interés de alumnos y profesores del Colegio de los PP Agustinos, ligados a la parroquia de Santa Rita y que junto a sacerdotes de esta comunidad ven la necesidad de celebrar la Resurrección de Cristo por las calles de Zaragoza. Esta iniciativa fue encabezada en sus comienzos por Juan Luis Jiménez Gardeta, rector entre 1976 y 1984 y posteriormente entre 1989 y 1991. Aunque la idea de fundación ya existía en 1975, no fue hasta el 17 de abril de 1976 (Sábado Santo) cuando se concretó. Los primeros Estatutos fueron aprobados por D. Pedro Cuadrado Cantero, Arzobispo de Zaragoza, el 13 de julio de 1976. Hacía más de 25 años que no se fundaba una cofradía nueva en la ciudad de Zaragoza.
La primera procesión en la que participó fue la del Santo Entierro del Viernes Santo, el 18 de abril de 1977. Es la primera Hermandad de la Semana Santa de Zaragoza en contar con mujeres desde la fundación y la primera en tener una Hermana Rectora, Ernestina Formento.

## Imágenes
En la actualidad posee 3 imágenes procesionales

### Cristo Resucitado
La talla de Cristo Resucitado fue encargada por la Hermandad de Cristo Resucitado al escultor Jorge Albareda Agüeras, saliendo por primera vez a la calle el Domingo de Resurrección de 1978.

### Santa María de la Esperanza y del Consuelo
Es una escultura que representa a una mujer sencilla, y sobre todo, con una expresión muy cercana, con la vestimenta de una simple palestina de la época.

### Cristo del Amor
De los años 1930, por los Talleres de Olot. Antiguamente, presidía una capilla del actual edificio de los PP Agustinos y los exiliados que venían durante la II Guerra Mundial acudían a esta imagen a presentarle sus oraciones y sus peticiones. Procesiona la noche de Jueves Santo junto a Nuestra Señora de la Esperanza en su procesión. 
Las tres imágenes se depositan en la Capilla Rotonda, en el claustro del colegio de los PP Agustinos de Zaragoza.

## Procesiones
El Viernes de Dolores realizan un Vía Crucis en la parroquia de Santa Rita en el que está presente la imagen del Cristo del Amor.
Jueves Santo: realizan la procesión de Santa María de la Esperanza, desde el Colegio de los P.P. Agustinos la Iglesia de San Cayetano. La peana del Cristo del Amor procesiona acompañando a Nuestra Señora de la Esperanza y del Consuelo el Jueves Santo. Durante la procesión hay tres predicaciones, una a la salida, otra en la Basílica de Santa Engracia y la última en el cierre, en San Cayetano. 
Viernes Santo: en esta tarde forman parte de la Procesión General del Santo Entierro, organizada por la Hermandad de la Sangre de Cristo, con la Virgen de la Esperanza en el primer puesto de procesión. 
Sábado Santo: realizan la Vigila Pascual en la basílica del Pilar, con el paso de Cristo Resucitado, que culmina con la rompida de la hora gloriosa, que se produce en la madrugada del Domingo de Resurrección delante del palacio arzobispal.
Domingo de Resurrección
 El Cristo Resucitado y Nuestra Señora de la Esperanza son los protagonistas del Encuentro Glorioso en esta mañana, que se celebra en la Plaza del Pilar mientras repican las campanas de la Basílica, junto a los tambores y bombos de la Hermandad y sobre todo, unas cuantas jotas y rondaderas aragonesas interpretadas por la rondalla Carisma aragonés.

## Hábito
Sus cofrades portan medalla de la Hermandad. Como excepción, en la Vigilia Pascual y en el Encuentro Glorioso, el Domingo de resurrección los hermanos van destapados con el tercerol sobre el hombro izquierdo y los hermanos que portan vela la sustituyen por un clavel blanco que también decora todos los atributos procesionales, así como sus hermanas de mantilla portan ésta de color blanco en los últimos años.

## Sedes
Sede Canónica:  Parroquia de Santa Rita (PP.Agustinos), Cº de las Torres, 77 50008-Zaragoza.
Sede Social: Colegio San Agustín (PP.Agustinos), Cº de las Torres, 79 50008-Zaragoza.

## Festividades
- Fiesta titular (Domingo de Resurrección).
- Nuestra Señora de la Esperanza (18 de diciembre).